# Piromis americana
Piromis americana är en ringmaskart som först beskrevs av Monro 1928.  Piromis americana ingår i släktet Piromis och familjen Flabelligeridae. Inga underarter finns listade i Catalogue of Life.